# Gustav Kastner-Kirdorf
Gustav Kastner-Kirdorf (2 de febrero de 1881 en Trumpfsee-Warnitz - 4 de mayo de 1945 en Berchtesgaden) fue un aviador alemán que sirvió en la Luftwaffe durante la Primera y Segunda Guerras Mundiales.

## Primeros años
En 1899, se convirtió en miembro del Burschenschaft Hevellia Berlin. Kirdorf se incorporó el 5 de febrero de 1904 como Fahnenjunker en el Regimiento de Infantería Lutzow N.º 25. Primero fue oficial en una compañía, después adjunto del primer batallón y por último adjunto regimental hasta el 21 de marzo de 1914. Después, entre el 22 de marzo y el 3 de agosto de 1914, fue oficial de compañía en el regimiento de infantería Graf Barfuß N.º 17. Aquí en julio de 1914 hizo un curso de piloto.

## I Guerra Mundial
Al estallar la Primera Guerra Mundial Kirdford actuó entre el 4 de agosto y el 10 de septiembre de 1914 como Oficial de Estado Mayor y jefe del Destacamento de Vuelo del XIV Cuerpo. Actuó en varios puestos y no fue herido. Desde enero de 1919 hasta junio de 1919 fue comandante del aeropuerto de Neuruppin. Abandonó el ejército el 8 de junio de 1919.

## Reichswehr
El 1 de agosto de 1927 Kirdorf fue empleado por el Reichswehr como empleado civil y se graduó en calidad de tal hasta el fin de septiembre de 1930 en una escuela secreta de aviadores en la Unión Soviética. Tras retornar a Alemania, se convirtió en jefe del departamento de propaganda de la Asociación Alemana de Deportes Aéreos. Ocupó esta función desde el 1 de octubre de 1930 hasta el fin de marzo de 1934.

## Luftwaffe
Desde el 1 de abril de 1934 hasta el fin de junio de 1938, Kirdorf se convirtió en jefe de la preparación de vuelo del Ministerio de Aviación. Después de varios puestos se convirtió el 1 de febrero de 1939 en Jefe de la Oficina de Personal de la Luftwaffe. En abril de 1943 recibió otro puesto.

## Muerte
El 4 de mayo de 1945, Kastner-Kirdorf se suicidó disparándose un tiro en la cabeza. En su libro, Beyond Band of Brothers: The War Memoirs of Major Dick Winters, Richard Winters cuenta que encontró el cuerpo de Kastner-Kirdorf en la finca privada de Goering en Berchtesgaden.

## Promociones
- 19 de febrero de 1904, Fahnenjunker - Gefreiter
- 30 de mayo de 1904, Fahnenjunker - Unteroffizier
- 15 de septiembre de 1904, Fähnrich
- 15 de noviembre de 1904, Teniente
- 19 de noviembre de 1911, Teniente
- 28 de noviembre de 1914, Capitán
- 20 de octubre de 1919, como carácter de Mayor
- 1 de abril de 1934, Teniente Coronel
- 1 de octubre de 1935, Coronel
- 1 de junio de 1938, Mayor general
- 1 de enero de 1940, Teniente General
- 1 de julio de 1941, General der Flieger